# Andreas Renoldner
Andreas Renoldner (* 11. März 1957 in Linz) ist ein freischaffender österreichischer Autor, der diverse Romane und Hörspiele veröffentlichte, die anfangs im Österreichischen Rundfunk (ORF)/Ö1, ab 1997 auch in Deutschland – inzwischen mehr als siebzig Mal – ausgestrahlt wurden.

## Veröffentlichungen
1991 publizierte er den Roman Karl Ömperdinger im Verlag Bibliothek der Provinz, Weitra. Im selben Jahr wurde das Hörspiel In Schwebe produziert und gesendet, die Erstausstrahlung erfolgte (wie bei allen anderen Hörspielen auch, sofern nicht anders angegeben) im Programm ORF Ö1. Ein Jahr darauf folgte das Hörspiel Sonatine für Drei, welches genauso wie das ein Jahr später gesendete Hörspiel Der Ernst des Lebens seine Premiere hatte.
Im Jahr 1994 folgten mit Mord um Mitternacht in der Reihe „Linz – Kultur – Texte“ der Edition Linz und Das Leben des hl. Pieslwang, Bibliothek der Provinz, Weitra, zwei Romane. Zusätzlich veröffentlichte Renoldner das Hörspiel Nacht über Linz. 1995 erschien der Roman Die dunklen Mächte im Styria-Verlag, Graz. Anno 1996 publizierte er neben Tante Gabi auch noch ein zweites Hörspiel mit dem Titel Hochzeitstag, ein Jahr später erschien der Roman Als käme ein Winter erneut bei Styria.
1998 fertigte er zwei Hörspiele, Irgendwo feierte seine Premiere im NDR, es folgte Kleine Reise in die Nacht. Ein Jahr darauf kamen erneut zwei Hörspiele zu Premieren, die Titel waren Inselglück und Bären singen nicht.
Das Kinderbuch Karoline und die Gespenster erschien bei Betz/Ueberreuter in Wien im Jahr 2000 und wurde ins Dänische, Katalanische, Spanische und Koreanische übersetzt. Im selben Jahr folgte das Hörspiel Als ich von der Hetzau in die Schindlau ging und der gleichnamige Roman, veröffentlicht im Verlag Edition Atelier, Wien. Im Jahr darauf entstand das Hörspiel Anton und die Tiere in einer Koproduktion zwischen dem ORF und dem Deutschlandradio Berlin. Im Jahr 2002 kamen die Hörspiele Unter die Haut und Das Haus (Premiere im WDR) zusätzlich zum Erzählband Eine einfache Geschichte beim Resistenz-Verlag, und dem Roman Eisheilige, Edition Atelier, zur Veröffentlichung.
2003 veröffentlichte Renoldner das Hörspiel Killerradio und den Roman Wartinger sucht das Paradies, Edition Geschichte der Heimat, Grünbach. Anno 2004 folgten die Hörspiele Irgendwo (Übersetzung und Neuproduktion für das Radio Ljubljana) und Mittlere Aufrüstung (Premiere der Koproduktion in Radio Bremen und MDR), ein Jahr später Neuland. Im Jahr 2006 publizierte er neben den Hörspielen Spuren im Schnee und Katzenjammer (Premiere im WDR) noch den Roman Rabenangst, Edition Atelier. 2007 wurde das Hörspiel Hochstand (Premiere ebenso im WDR) gesendet.
Im Klagenfurter Kitab-Verlag  erschienen im Jahresabstand ab 2007 die Romane Unter die Haut, 2008 Lavendel vom Col de L’Homme Mort – 12 Briefe an Petrarca, im Herbst 2009 kam der Krimi Renato, im Dezember 2010 der Roman Endstation Wendeplatz. Das nunmehr 22. Hörspiel Freie Radikale, an dessen Produktion der Autor auch als Regieassistent beteiligt war, wurde erstmals im September 2010 im ORF gesendet.
Im Oktober 2012 folgte Alles muss anders werden im ORF Ö1. Der kitab Verlag brachte ebenfalls im Oktober einen Band mit 13 Erzählungen auf den Markt, Titel: Es ist Zeit zu verschwinden.
Der Verlag STYRIA veröffentlichte in der Reihe „styria premium“ im Frühjahr 2015 den Kriminalroman „Müllmänner“, der aus der Perspektive des Täters erzählt wird.

## Mitgliedschaften
Andreas Renoldner ist organisiert in der Grazer Autorinnen Autorenversammlung (GAV) und in der IG Autorinnen Autoren.

## Auszeichnungen und Preise
- 1989: Theodor-Körner-Preis
- 1993/1994: Linzer Geschichtenschreiber (1993/1994)
- 1994/1995: 1. Preis beim Drehbuchwettbewerb des Landes Oberösterreich
- 1998: ORF Österreich 1 Essay Förderpreis 1998
- 1999/2000: Staatsstipendium für Literatur
- 2001: Kulturpreis des Landes Oberösterreich für Literatur
- 2005/2006: Staatsstipendium für Literatur